# An Lạc Công chúa
An Lạc công chúa (chữ Hán: 安樂公主; 684 - 21 tháng 7, 710), tên thật Lý Khỏa Nhi (李裹兒), công chúa nhà Đường, là Hoàng nữ thứ 8 và nhỏ nhất của Đường Trung Tông Lý Hiển, vị Hoàng đế thứ 4 và thứ sáu của nhà Đường trong lịch sử Trung Quốc.
Con gái nhỏ nhất của Đường Trung Tông cùng Vi hậu, An Lạc công chúa nhận sự sủng ái tuyệt đối từ cha mẹ nên có hành vi phóng túng và ngang ngược, như đánh mắng anh thứ Lý Trọng Tuấn, mua quan bán chức không kiêng dè. Trong lịch sử nhà Đường, An Lạc công chúa nổi tiếng vì cùng với cô là Thái Bình công chúa là 2 vị Công chúa có thế lực chính trị lớn mạnh đương thời, dùng sự sủng ái và ảnh hưởng của mình để can thiệp triều chính. Trong một khoảng thời gian, An Lạc công chúa tranh chấp với Lý Trọng Tuấn, muốn xin cho cha mình lập bản thân làm Trữ quân thay thế, và cũng từ An Lạc công chúa mà trong sử Trung Quốc có khái niệm gọi là [Hoàng thái nữ; 皇太女], một dạng "nữ hóa" cho danh vị Hoàng thái tử.
Trong sự kiện Chính biến Đường Long, An Lạc công chúa cùng mẹ Vi hậu đều bị Đường Huyền Tông Lý Long Cơ giết chết.

## Cuộc đời

### Thuở nhỏ
Cái tên "Khỏa Nhi" của An Lạc công chúa xuất phát từ lúc bà được sinh ra. Khi đó là năm Tự Thánh nguyên niên (684), cha bà Lư Lăng vương Lý Hiển bị biếm truất đến Quân Châu (均州), sau dời đến Phòng Lăng (房陵; nay là huyện Phòng, tỉnh Hồ Bắc). Trên đường lưu đày, vợ của Lý Hiển là Vi thị động thai khí, sinh non ra 1 cô con gái nhỏ nhắn. Lý Hiển thấy vậy liền cởi áo mình để bọc con gái, từ đó gọi là Khỏa Nhi (nghĩa là đứa trẻ được bọc lại).
Lý Khỏa Nhi lớn lên, tư sắc diễm lệ, thông minh lanh lợi, được cha Lý Hiển và mẹ là Vi thị hết lòng yêu thương chiều chuộng. Do vậy, Lý Khỏa Nhi từ nhỏ đã có tính tùy hứng, ngang nhiên bạo ngược, thích gì thì làm. Khoảng những năm Trường An (701 - 704), Lý Khỏa Nhi lấy thân phận quận chúa mà gả cho Võ Sùng Huấn (武崇训), là con trai của Võ Tam Tư. Truyện kể rằng, An Lạc quận chúa cùng Võ Sùng Huấn đã lén quan hệ tình dục, dẫn đến mang thai, vì vậy nên gấp gáp kết hôn. Sau khi đại hôn, chưa đến 6 tháng sau thì Lý Khỏa Nhi hạ sinh 1 đứa con trai.

### Đại Đường công chúa
Năm Thần Long nguyên niên (705), Trương Giản Chi, Lý Đa Tộ phát động chính biến Thần Long, ép buộc Võ Tắc Thiên thoái vị, nhường lại cho Lý Hiển. Do đó, Lý Hiển trở lại ngôi vua, tức Đường Trung Tông, An Lạc quận chúa Lý Khỏa Nhi cũng trở thành [An Lạc công chúa].
Do được sủng ái, An Lạc công chúa cậy sủng mà kiêu ngạo, tụ tập vương công đại thần ra vào phủ đệ rất nhiều. Mỗi khi có muốn tấu gì, công chúa đều che lại nội dung, chỉ hỏi xin Trung Tông kí vào, do yêu thương con gái mà Trung Tông cười rồi cứ thế mà chấp nhận. Công chúa còn từng muốn xin làm [Hoàng thái nữ; 皇太女], một cách gọi nữ giới hóa của danh vị Hoàng thái tử. Nhưng Tả bộc xạ Ngụy Nguyên Trung (魏元忠) hết sức can gián lên Trung Tông và cuối cùng Trung Tông cũng không đáp ứng. An Lạc công chúa tức giận bèn nói:"Nguyên Trung là người Sơn Đông, ngoan cố bần dã, há có thể hỏi hắn chuyện quốc sự? A Võ Tử còn từng lên làm Thiên tử, ta là con gái Thiên tử, có gì mà không thể?".
Theo ý chỉ của Đường Trung Tông, An Lạc công chúa được mở phủ đệ riêng như Thái Bình công chúa, cùng với các công chúa khác như: Trường Ninh công chúa, Tân Đô công chúa, Nghi Thành công chúa và Định An công chúa, tổng cộng là 7 vị Công chúa. Mà phủ của An Lạc công chúa đặc biệt nhiều viên quan lại thuộc, đều từ nhà buôn nhà hàng thịt, nộp tiền mua chức quan. Khi được ban chức quan, Công chúa sẽ để chiếu phong được bọc kín một cách rất đặc biệt, như là ám hiệu để Môn hạ tỉnh không cần phải duyệt, do vậy thiên hạ đều gọi họ là Tà phong quan (斜封官). Ngoài phủ đệ xa hoa, An Lạc công chúa còn cho xây cất một tòa Phật lâu, gọi là An Lạc phật lư (安樂彿廬), tất cả đều bắt chước cung cấm, mà độ tinh xảo còn muốn vượt qua một bậc. Công chúa từng tấu thỉnh đem Côn Minh trì ban cho nàng làm ao tư gia, nhưng Trung Tông nói:"Tiên đế chưa bao giờ đem nó đã cho người khác". Công chúa không vui, liền tự mình mở ra Định Côn trì, chạy dài đến vài dặm, sự xa hoa không thể kể hết.
Khi đó, Thái tử Lý Trọng Tuấn là con của 1 cung tì được lập làm Hoàng thái tử, điều này khiến An Lạc công chúa và chồng Võ Sùng Huấn rất không vui, vì cả hai đều khinh thường Lý Trọng Tuấn, và việc Lý Trọng Tuấn sẽ trở thành Hoàng đế tương lai sẽ khiến họ gặp nguy cơ. Do vậy, An Lạc công chúa thường xuyên dèm phe, nhằm hạ bệ Thái tử, điều này khiến Thái tử rất bực tức không vui.

### Lật đổ Thái tử
Năm Cảnh Long nguyên niên (707), tháng 7, Thái tử Lý Trọng Tuấn cùng Tả Vũ Lâm đại tướng quân Lý Đa Tộ (thủ lĩnh bộ lạc Phất Niết Mạt Hạt), giả mạo Thánh chỉ, xuất 300 quân Vũ Lâm vệ, giết chết hai cha con Võ Tam Tư, Võ Sùng Huấn cùng hơn 10 người trong phe đảng. Sau đó, phe quân đi từ Túc Chương môn (肃章门) đi vào cấm cung, đánh chiếm các môn mà lùng bắt Thượng Quan Uyển Nhi.
Chiêu dung Thượng Quan Uyển Nhi vội vàng trốn đến chỗ Đường Trung Tông và Vi hoàng hậu, cũng tuyên bố nói: “Xem ý của Thái tử, là trước hết giết Uyển Nhi, sau đó lại theo thứ tự bắt giết Hoàng hậu cùng Bệ hạ”. Trung Tông cùng Vi hậu nhất thời giận dữ, mang theo Thượng Quan Uyển Nhi cùng An Lạc công chúa bước lên Huyền Vũ môn tránh né quân tiên phong, gọi Hữu Vũ Lâm quân Tướng quân Lưu Cảnh Nhân (刘景仁) xuất quân hơn 2000 người tiêu diệt lực lượng chống đối, sau lại đến Thái Cực điện (太极殿) cố thủ. Lý Trọng Tuấn binh bại bị giết.
Sau khi Võ Sùng Huấn chết, An Lạc công chúa lại tư tình với Võ Diên Tú (武延秀), liền ngay sau đó gả cho ông ta. Hôm xuất giá, công chúa mượn Hoàng hậu nghi giá, từ trong cung đưa đến tư đệ, Trung Tông cùng Vi hậu đích thân lên Lâm An phúc môn để tiễn, cũng hạ chiếu Ung Châu Trường sử Đậu Hoài Trinh (窦怀贞) vì Lễ hội sứ, Hoằng Văn quán Học sĩ làm người tiếp tân, Tương vương làm Chướng xe, quyên ban kim bạch vô số kể. Ngày hôm sau, đại hội quần thần với Thái Cực điện, An Lạc công chúa khoác Phục thúy y, rồi hướng Thiên tử dập đầu hai lần, lại hướng mặt Nam bái kiến công khanh, công khanh đại phu tất cả đều quỳ sát đất dập đầu. Võ Du Ký cùng Thái Bình công chúa song hành đến trước Hoàng đế bái mừng thọ.
Ban cho quần thần lụa gấm mấy chục vạn. Sau đó, Trung Tông lâm ngự Thừa Thiên môn, đại xá thiên hạ, ban thưởng dân chúng yến tiệc ba ngày, trong ngoài quan viên phổ ban Huân tước, duyên lễ quan thuộc kiêm ban quan giai cùng tước hào. Công chúa còn cướp lấy trạch cũ của Lâm Xuyên Trưởng công chúa làm phủ đệ, hủy đi nhà dân xung quanh, tiếng oán than dậy đất. Sau khi dinh thự kiến thành, còn mượn Vạn kỵ nghi thức, Nội phủ âm nhạc hộ tống công chúa về phủ, Trung Tông thân ra lâm hạnh, yến hưởng cận thần. Con trai nhỏ của Võ Sùng Huấn, được thụ chức Thái thường khanh, phong làm Hạo Quốc công (鎬國公), hưởng thụ thật phong 500 hộ. Sau khi An Lạc công chúa sinh thêm đứa con, lúc đầy tháng còn đến tư phủ, đại xá thiên hạ.

### Chết trong chính biến
Lúc ấy, gia đinh của phủ An Lạc công chúa cùng Trường Ninh công chúa, Định An công chúa cướp đoạt con cái bình dân làm nô tỳ, Tả đài hầu Ngự sử viên Tòng Nhất (从一) trói đưa hạ ngục, An Lạc công chúa vào triều khiếu nại, Trung Tông vì nàng xuống tay chiếu, mệnh lệnh phóng thích gia đinh của công chúa. Tòng Nhất uất ức nói:"Bệ hạ tiếp thu khiếu nại của Công chúa, dung túng nô bộc cướp đoạt bình dân, thế thì Bệ hạ dựa vào cái gì thống trị thiên hạ? Thần biết phóng thích tên này sẽ gây họa, hặc trị hắn thì liền sẽ đắc tội Công chúa, nhưng không đành lòng khiến thiên hạ mệt nhọc, tham sống sợ chết". Trung Tông vẫn bỏ ngoài tai lời can gián.
Năm Cảnh Long thứ 4 (710), tháng 6, Trung Tông đột ngột qua đời. Vi hậu liền tiến hành sắp xếp toàn bộ cấm quân, trật tự đều dưới tay mình điều khiển. Trước tình thế đó, Chiêu dung Thượng Quan Uyển Nhi cùng Thái Bình công chúa liền khởi thảo mật chiếu, lập Ôn vương Lý Trọng Mậu làm Thái tử, Tương vương Lý Đán phụ chính, Vi hậu trở thành Hoàng thái hậu, lâm triều thính chánh. Nhưng Tể tướng Tông Sở Khách (宗楚客) cùng Vi Ôn (韦温) mật tấu khuyên Vi hậu chờ thời về sau phỏng Võ Tắc Thiên. Biết được tin đó, Lâm Tri vương Lý Long Cơ cùng Thái Bình công chúa mật bàn nhau, ra tay trước.
Ngày 21 tháng 7 năm đó, Lâm Tri vương Lý Long Cơ phát động chính biến, lấy quan binh của Cấm quân đánh vào trong cung. Lúc đó An lạc công chúa đang chải tóc vẽ mày, nghe tiếng loạn binh thì liền trốn đến bên phải Diên Minh môn (延明門). Truy binh đuổi tới, chém đứt đầu An Lạc công chúa, gọi công chúa là "Tà đạo thứ dân". Sau khi Lý Đán tức vị, cho án theo Nhị phẩm quan mà an táng An Lạc công chúa, nhưng mộ phần không rõ